# Musica aperta
musica aperta ist eine seit 1999 bestehende internationale Konzertreihe für zeitgenössische Musik in Winterthur im Kanton Zürich. Sie wird durch den Violinisten Egidius Streiff sowie den Komponisten und Pianisten Max E. Keller geleitet. Die Reihe entwickelte sich aus der alternativen Bühne Theater am Gleis heraus, dessen Präsident Keller zeitweise war. Zum Teil entstanden spartenübergreifende Produktionen, in denen neben der Musik auch Literatur, Tanz, Elektronik und Performance dargeboten wurden. Die Musikpublizistin Sibylle Ehrismann bezeichnete musica aperta als einen »Treffpunkt der bedeutendsten Schweizer Avantgarde-Künstler«.

## Konzerte und Aufführungen
In den vergangenen Saisons traten bei der Konzertreihe Künstler aus der Schweiz und dem Ausland auf u. a. das Quartetto Prometeo, das Ensemble für neue musik zürich, das Ensemble Horizonte und das Ensemble Sortisatio.
Es wurden zahlreiche Uraufführungen dargeboten u. a. Werke von Werner Bärtschi, Pierre-André Bovey, Jean-Luc Darbellay, Martin Daske, Violeta Dinescu, Hans Eugen Frischknecht, Aleksander Gabryś, Nils Günther, Michael Heisch, Johannes K. Hildebrandt, Markus Hofer, Ralf Hoyer, Max E. Keller, Rudolf Kelterborn, Péter Kőszeghy, Francisco Kröpfl, Junghae Lee, Andor Losonczy, Andrés Maupoint, Rodolphe Schacher, Hannes Seidl, Art-Oliver Simon, Susanne Stelzenbach, Mike Svoboda, Gabriel Valverde, María Cecilia Villanueva, Chan Wing-wah, Peter Wettstein, René Wohlhauser, Jürg Wyttenbach und Helmut Zapf.

## Spielstätten
Bis 2014 fanden die Konzerte überwiegend im Theater am Gleis statt. Danach wechselte die Hauptspielstätte zunächst in den grossen Saal des Alten Stadthauses (Eingang Kellertheater), 2015 zusätzlich in die Villa Sträuli gegenüber dem Stadtgarten. Zum Teil fungierte auch das Kunstmuseum Winterthur als Konzertort.

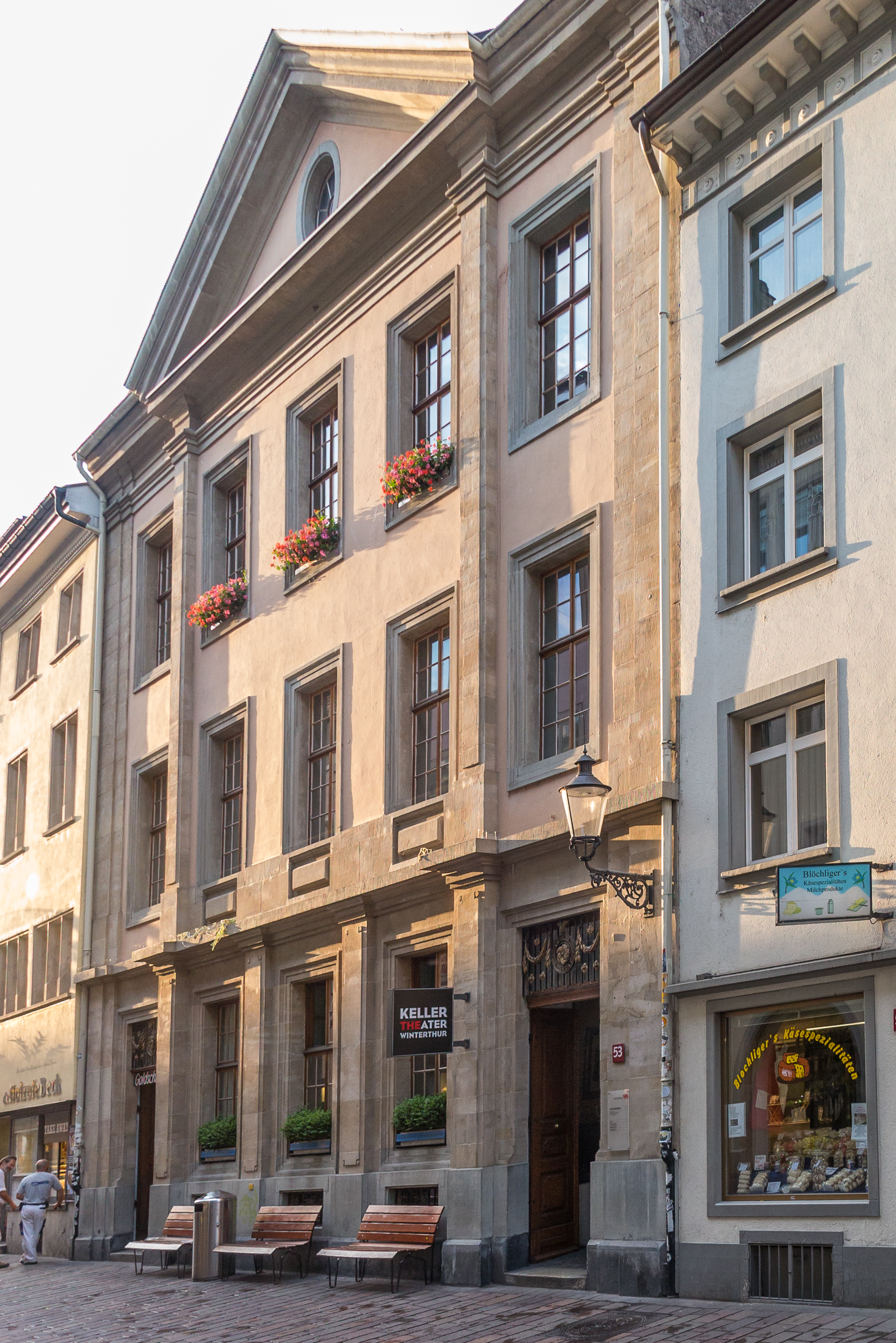
Alter Stadthaussaal (Eingang Kellertheater)
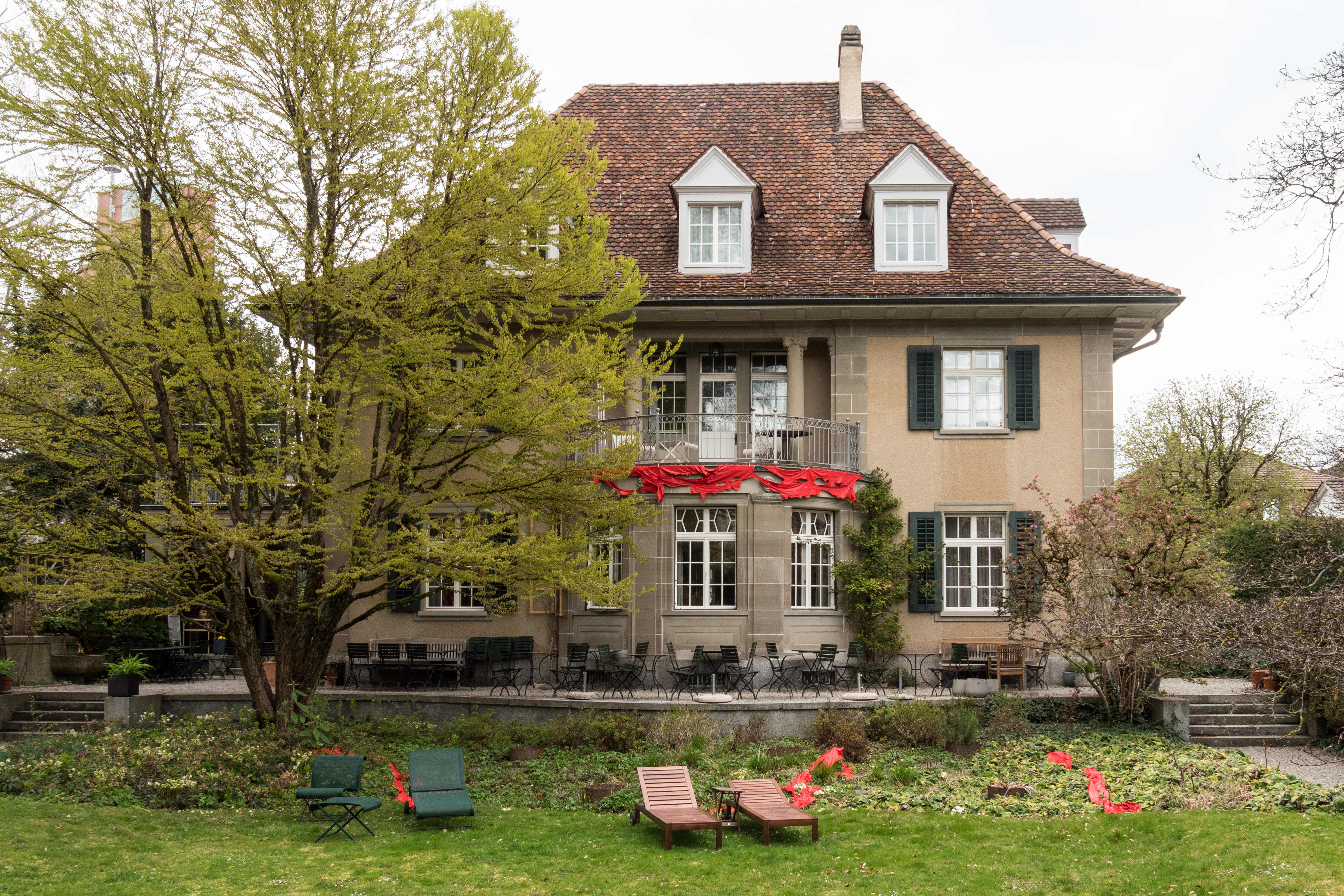
Villa Sträuli

## Sponsoren und Kooperationen
Die Reihe wird u. a. durch die Stadt Winterthur, das Kanton Zürich und verschiedene Stiftungen unterstützt. Der Schweizer Kultursender Radio SRF 2 Kultur (ehemals DRS 2) schneidet regelmässig Konzerte mit. Mit anderen deutschen und Schweizer Musikfestivals bestehen Kooperationen, etwa mit dem L’art pour l’Aar (Bern).